# Rumburk
Rumburk (deutsch Rumburg) ist eine Stadt im Okres Děčín in der Region Ústecký kraj in Tschechien.

## Geographie

### Lage
Die Stadt liegt im nördlichen Böhmen an der Mandau in einem seichten Tal, hart an der Grenze zu Sachsen, und hat Straßenverbindungen nach Neugersdorf und im Ortsteil Horní Jindřichov nach Seifhennersdorf.

### Stadtgliederung
Die Stadt Rumburk besteht aus den Ortsteilen Rumburk 1 (Rumburg), Rumburk 2-Horní Jindřichov (Oberhennersdorf) und Rumburk 3-Dolní Křečany (Niederehrenberg). Grundsiedlungseinheiten sind Aloisov (Aloisburg), Antonínovo Údolí (Antonithal), Cihelna, Dolní Křečany, Dymník (Rauchberg), Horní Jindřichov, Hraniční les, Na Pražské, Nad nádražím, Obora, Písečná (Sandhöhe), Pod zámečkem, Podhájí (Frankenstein), Poustka-Popluží (Wüstegut-Vorwerk), Průmyslová zóna Rumburk, Rumburk-střed, Strážný vrch, Školní, U hřbitova, U Racka, Výletní, Výsluní-u Mandavy, Za klášterem und Zátiší (Huttung).
Das Gemeindegebiet gliedert sich in die Katastralbezirke Dolní Křečany, Horní Jindřichov und Rumburk.

### Nachbarorte

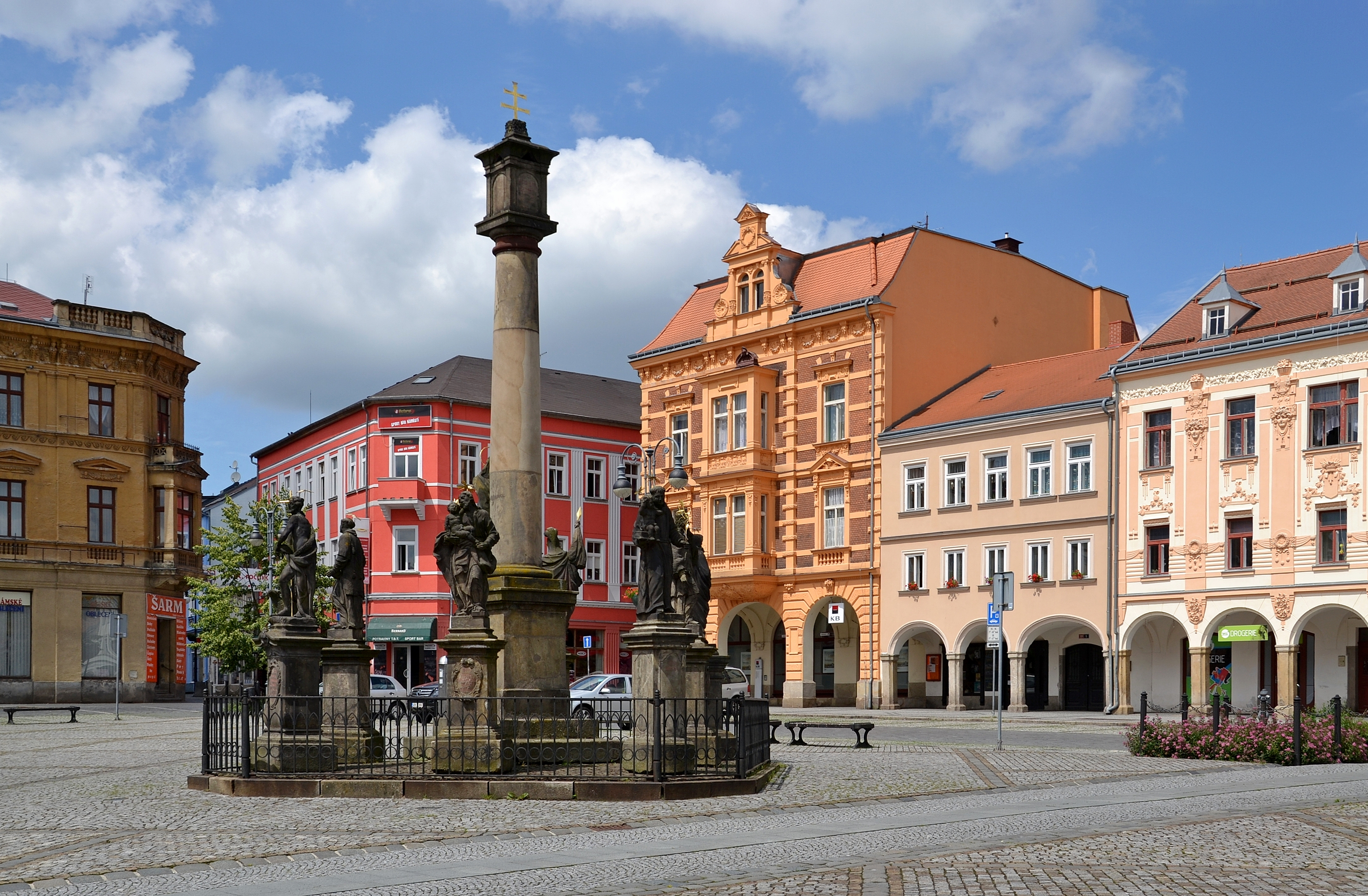
Zentraler Stadtplatz (mit Pestsäule)

| Šluknov (Schluckenau)         | Jiříkov (Georgswalde)                       | Ebersbach-Neugersdorf |
| Staré Křečany (Alt Ehrenberg) | Kompassrose, die auf Nachbargemeinden zeigt | Seifhennersdorf       |
| Krásná Lípa (Schönlinde)      | Varnsdorf (Warnsdorf)                       |                       |

## Geschichte

### Stadtgründung und Mittelalter
Rumburg wurde wahrscheinlich vor 1298 gegründet. Der Sage nach soll an der Salzstraße zwischen Sachsen und der Lausitz im Tale der Mandau, genannt Böhmisches Niederland, eine kleine Burg gestanden haben. Eine erste urkundliche Erwähnung einer Pfarrei in den Meißner Matrikeln stammt aus dem Jahre 1346. Später entstanden weitere Ortsteile: Aloisburg / Aloisov (1764), Altheide (Althaida) / Staré vřesovište (1597), Huttung / Strážišté (1771), Frankenstein / Podhájí (1764), Johannestal / Janské údolí (1791), ein Teil von Klause (1587), Neusorge (Neu-Sorge) / Nová Starost (1626). Bis 1879 waren Altheide, Neusorge, Frankenstein und Aloisburg selbständige Gemeinden. Als weitere Ortsteile werden auch Oberhennersdorf / Horní Jindřichov, Niederehrenberg / Dolní Křečany, Antonital / Antonínovo údolí, Vorwerk / Popluži und Wüstegut / Poustka genannt.
Das Wappen der alten Herrschaftsfamilie Berka von Dubá auf Ronov (Ronberg) weist mit seinen zwei gekreuzten Baumästen nach Ansicht des Sprachforschers Antonín Profous auf das mittelhochdeutsche Wort Rone (= Baumstumpf), in polnischer Sprache Ostrew (= Baumastbarriere) hin, mit dem vermutlich der Name der Stadt Rumburg ebenfalls in Verbindung steht. Ältere Aufzeichnungen bezeichnen die heutige Stadt als Roneberch (1298), Ronberg (1347), Ronneperg, Ronsberg, Romberg, Ronsburg. Im Jahre 1347 erhielt Rumburg das Stadtrecht.

### Frühe Neuzeit

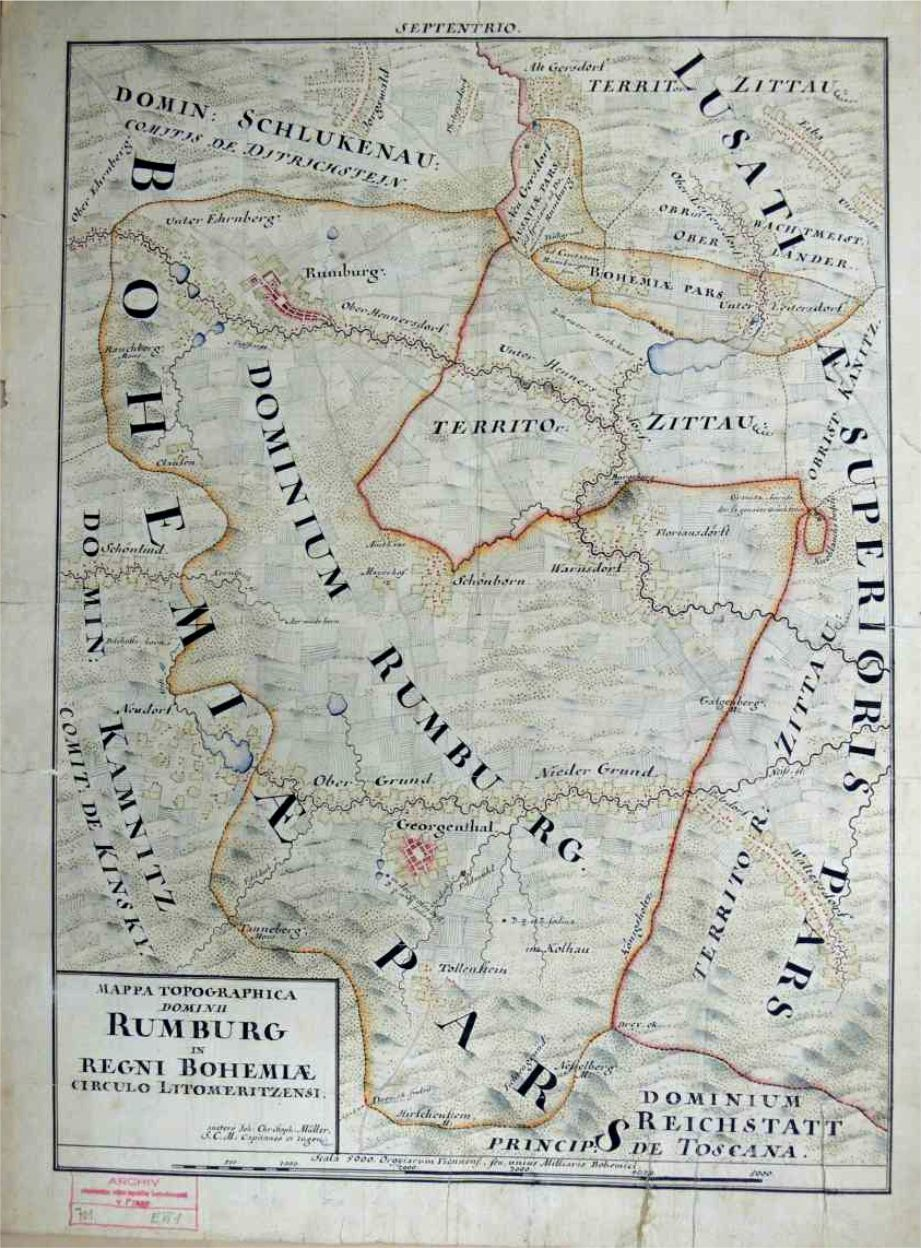
Karte der Region um Rumburg (um 1700)

Nachdem zunächst die Herren von Berka aus dem weitverzweigten Geschlecht der Ronow und Biberstein die Stadt regierten, konnte unter der anschließenden Herrschaft des Geschlechtes der Wartenberg im 14. Jahrhundert das Salzmarktprivileg der Stadt zugesprochen werden. In den Jahren der Angriffe der Hussiten schien Rumburg das Schicksal vieler anderer Gemeinden der Umgebung teilen zu müssen. So baten die Rumburger die Lausitzer um Hilfe vor den hussitischen Kämpfern. Als diese jedoch immer näher kamen, konnten sie problemlos in die Stadt einziehen – die Einwohner hatten die Tore der Stadt geöffnet, um Schlimmerem vorzubeugen. Der Erfolg war jedoch nur mäßig, 1423 brannte die Stadt, und bis zum Ende des 15. Jahrhunderts bestimmten Not und Elend das Leben der Rumburger.
1485 erwarb die Familie von Schleinitz die Grundherrschaft mit der Burg Tollenstein, erbauten 1555 in Rumburg ein Renaissanceschloss und Rumburg wurde der Hauptort des „Schleinitzer Ländchens“ mit etlichen Kirchspielen. Aufgrund ihrer Regentschaft erhielt Rumburg 1543 das Privileg des Bierbrauens und erneut des Salzhandels, 1579 die Gerichtsbarkeit. Leineweber, Schneider, Schuhmacher, Schmiede, Schlosser, Bäcker und andere Zünfte bekamen zur selben Zeit Privilegien. Von der Familie Schleinitz kam das bisherige Hoflehen 1586 durch Verkauf an den kaiserlichen Vizekanzler Georg Mehl (Michael) von Strehlitz. Auf dessen Betreiben wurde die Herrschaft noch im selben Jahr vom Kaiser aus der Hoflehen- in die Landtafel übertragen, womit sie aus dem Feudalverband ausschied. Dies erklärt wohl, weshalb Kaiser Rudolf II. der Stadt Rumburg am 17. Dezember 1587 erneut die Stadtrechte verlieh. Durch Vermittlung des Grundherren Georg Mehl von Strehlitz, verstorben 1589 in Prag, Lehensherr auf Burg Grabštejn, bewilligte Kaiser Rudolph II. der Stadt Rumburg das Stadtwappen, das gegenwärtig noch geführt wird. Es ist das Familienwappen der Mehl von Strehlitz und hält die Erinnerung an ihn und seine Zeit wach. Es zeigt: Einen roten Schild mit silberner Torburg und offenem Tor. Die Torflügel sind blau, mit je drei goldenen Lilien belegt, im offenen Tor auf grünem Boden ein silberner Ritter, darüber, zwischen zwei Türmen, die rechts mit roten, links mit blauen Jagdhörnern belegt sind, hinter einem grünen Schilfbusch ein silberner Schwan mit goldenem Pfeil im Schnabel und goldenem Kreuz auf der Brust. Von unten bis zur Mitte des Schildes kennzeichnet eine weiße Stadtmauer aus Quadersteinen das Wappen als Stadtwappen.
Während des Dreißigjährigen Krieges brannten Reiter Wallensteins im Jahre 1627 einen beachtlichen Teil der Stadt samt Kirche und Pfarrhaus nieder. Der nach dem böhmischen Aufstand von 1620 konfiszierte Besitz gelangte an Wilhelm Kinsky von Wchinitz und Tettau, der aber mit Wallenstein zusammen 1634 ermordet wurde; wiederum wurde der Besitz eingezogen. Neuer Besitzer der Herrschaft wurde Johann Christoph Liebel von Grünberg. Als Heiratsgut von Liebels einziger Tochter ging Rumburg einschließlich des Gutes Niederleutersdorf an Franz Eusebius von Pötting und Persing über.
1681 entstand auf dem Marktplatz zur Erinnerung an das Erlöschen der Pest eine Pestsäule der Heiligen Dreifaltigkeit. Im selben Jahr verkaufte Franz Eusebius Erbe Johann Sebastian von Pötting und Persing die Herrschaft an Anton Florian von Liechtenstein. Sein Geschlecht besaß von da das Gebiet, bis es 1923 in einer Bodenreform in der Tschechoslowakei in staatlichen Besitz überging.
Schon im ersten Quartal des 19. Jahrhunderts bestanden in Rumburg zahlreiche Manufakturen verschiedener Art, und es wurde ein reger Handel betrieben.
1813 zogen französische und preußische Heere durch die Stadt; andere Quellen berichten, dass neben den Franzosen auch Polen und Russen in diesem Orte aufgetaucht seien. Während des preußisch-österreichischen Krieges im Jahre 1866 lagen in Rumburg einige preußische Regimenter. Ab Mitte des 19. Jahrhunderts nach dem Ende der Erbuntertänigkeit bildete Rumburg bis 1918 eine Gemeinde im Gerichtsbezirk Rumburg in der Monarchie Österreich-Ungarn, wobei die Stadt Sitz des Bezirksgerichts war. Auch die Bezirkshauptmannschaft befand sich in Rumburg. Eine Haupterwerbsquelle war im 19. Jahrhundert die Weberei; im Jahr 1832 hatten in der Stadt 240 Weber eine Betriebserlaubnis, die zusammen 1090 Personen beschäftigten. Die Stadt hatte ein Gymnasium und eine Fachschule für Weberei.

### 1918 bis 1945
Gegen Ende des Ersten Weltkriegs 1914–1918 kam es am 21. Mai 1918 zu einem Militäraufstand, durch den Rumburg in ganz Österreich-Ungarn wie auch bei den übrigen Mittelmächten sehr bekannt wurde: „Das Ersatzbataillon des k.u.k. Schützenregimentes Nr. 7 von Pilsen – zu ¾ aus Tschechen bestehend – war im Mai 1915 nach Rumburg verlegt worden. Drei Jahre blieb es loyal, jedoch meuterte es im Mai 1918. Anlass war die Forderung nach Urlaub für die ‚Russlandheimkehrer‘, also für jene, welche sowohl aus russischer Gefangenschaft befreit als auch aus russischer Gefangenschaft zurückgekehrt waren. Diese Meuterer beherrschten die ganze Stadt, die Offiziere waren geflohen. Schließlich wurden alpenländische Truppen herbeigeschafft, um die Ruhe wiederherzustellen. Ein Militärgericht verurteilte die Rädelsführer zum Tode. Drei von ihnen – František Noha, Vojtěch Kovář und Stanko Vodička – wurden südöstlich des Friedhofs auf der Försterwiese hinter der Kammstraße gegen Huttung erschossen und auf dem Rumburger Friedhof begraben. 560 Meuterer kamen nach Theresienstadt, wo sie in der Kleinen Festung interniert wurden.“

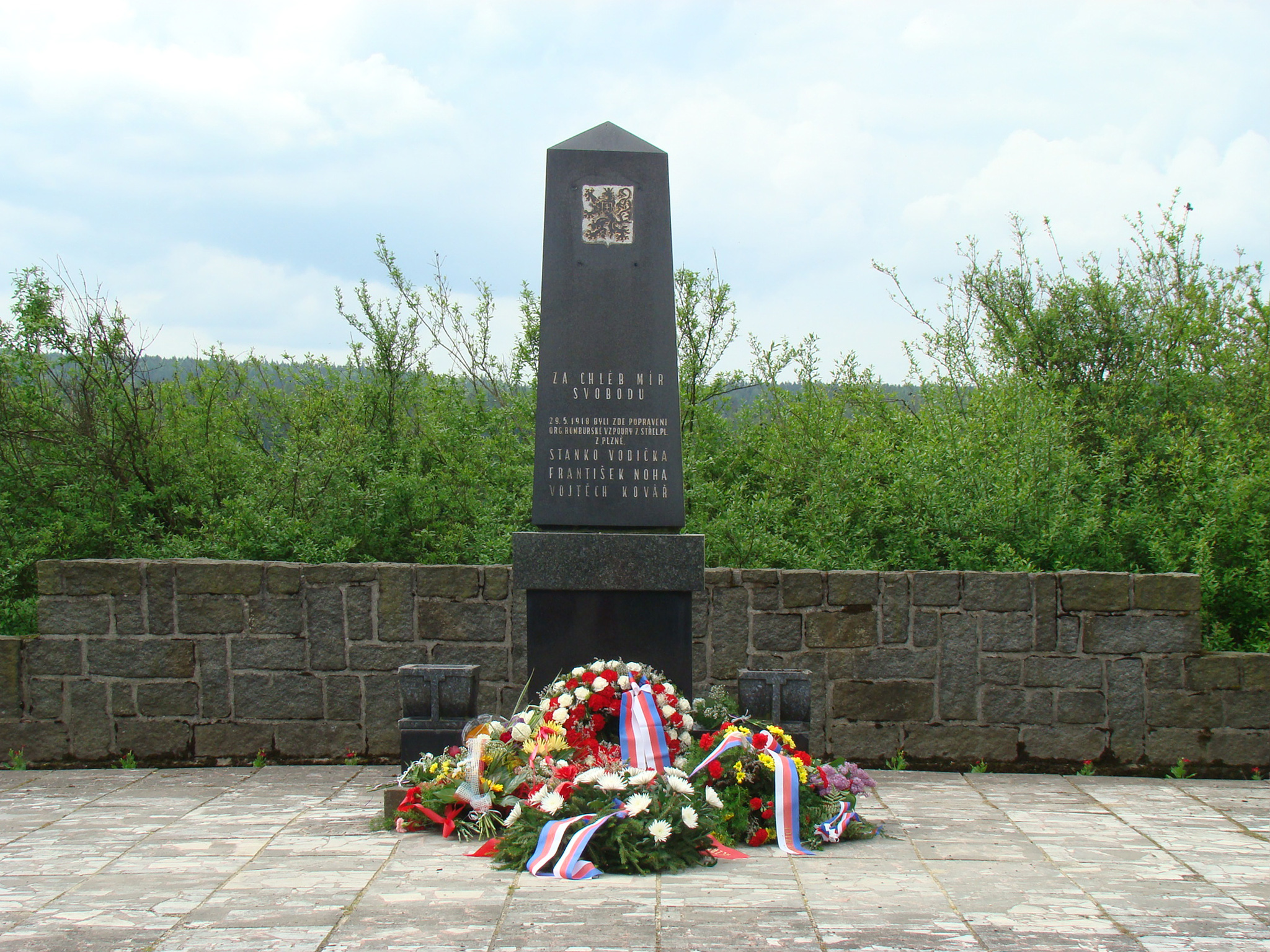
Gedenkstein für die Erschossenen des Militäraufstandes in Rumburk (1918)
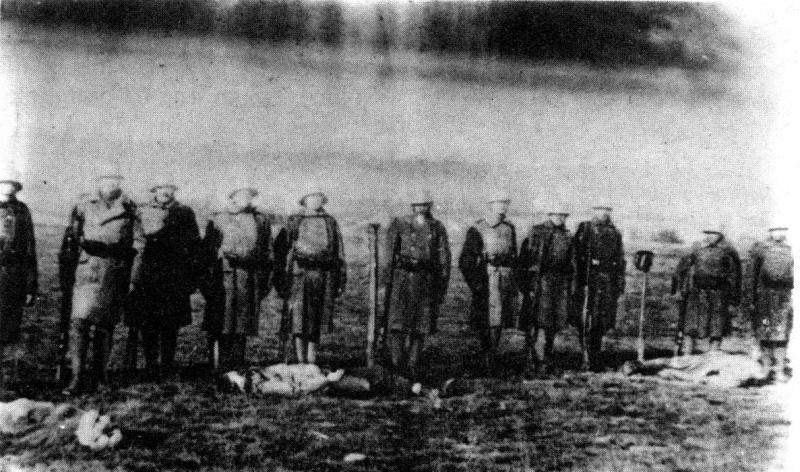
Exekutionskommando vom 29. Mai 1918 nach der Hinrichtung

Nach dem Kriegsende wurden die Erschossenen 1919 exhumiert und in Pilsen feierlich beigesetzt, wo sie auch ein Denkmal erhielten. 1948 wurde am Ort der Erschießung ein Gedenkstein errichtet. Aus Anlass der 40-Jahr-Feier des Aufstandes wurde 1958 der ehemalige Klostergarten in „Park Rumburské vzpoury“ umbenannt und die Statue Nepokořený (Der Unbezwungene) von Vendelín Zdrůbecký dort aufgestellt und am 1. Juni feierlich enthüllt. 1968 erfolgte dort in Anwesenheit des Staatspräsidenten Ludvík Svoboda eine große Gedenkfeier. An die Ereignisse des Jahres 1918 erinnern die Erzählungen von V. Kaplicky und das vom Regisseur Martin Frič verfilmte Spiel Hvězda zvaná Pelyněk.
Nach dem Krieg kam es zum Zerfall der Habsburgermonarchie. Die Tschechoslowakei beanspruchte jene deutschsprachigen Gebiete Böhmens, Mährens und Österreichisch-Schlesiens für sich, die seit Ende 1918 als Deutschösterreich (später Österreich) galten. Der Vertrag von St. Germain sprach diese strittigen Territorien gegen den Willen der dortigen deutschen Bevölkerung der Tschechoslowakei zu. Damit fiel auch Rumburg an den neuen Staat.
Als Folge des Münchner Abkommens von 1938 gehörte die Stadt Rumburg von 1938 bis 1945 zum Landkreis Rumburg, Regierungsbezirk Aussig, im Reichsgau Sudetenland des Deutschen Reichs.

### Nach 1945
Nach dem Ende des Zweiten Weltkrieges, der 700 Opfer von Rumburg, Oberhennersdorf und Niederehrenberg forderte, wurde die Stadt wieder von der Tschechoslowakei übernommen. Bereits vor der Potsdamer Konferenz 1945 setzte eine Vertreibung und Enteignung der deutschböhmischen Bevölkerung ein, die in der Folgezeit auf Grundlage der Beneš-Dekrete der Tschechoslowakei legalisiert wurde. Nicht wenige Einwohner flohen bereits vorzeitig.
Die beiden Ortschaften Oberhennersdorf und Niederehrenberg wurden 1960 mit Rumburk vereinigt und offiziell Rumburk 2 und 3 genannt, doch auf Landkarten und bei den Einheimischen werden weiterhin die Ortsnamen Horní Jindřichov und Dolní Křečany verwendet.
Seit der Samtenen Revolution konnte der Verfall der Stadt aufgehalten werden, Straßen, Plätze und Gebäude wurden renoviert. Ein Gewerbegebiet und Tankstellen entstanden in der Nähe des Parkplatzes am ehemaligen Lkw-Grenzübergang. 1990 wurde die Ortsumgehung Rumburks (Silnice I/9) fertiggestellt. Etliche Supermärkte entstanden sowohl für Tschechen als auch für Deutsche, welche die drei Grenzübergänge von Rumburk nach Neugersdorf und Seifhennersdorf nutzen. Heute lebt in Rumburk eine große Bevölkerungsgruppe der Roma, deren Anteil im Vergleich zur übrigen Bevölkerung wächst. Hierbei kam es wiederholt zu Konflikten.
Am 2. August 2003 wurde die evangelische Stadtkirche Rumburk durch Brandstiftung zerstört und bis 2007 wieder aufgebaut; sie wird nun wieder regelmäßig für Gottesdienste genutzt.

## Bevölkerung
Bis 1945 war Rumburg überwiegend von Deutschböhmen besiedelt, die vertrieben wurden.
Bevölkerungsentwicklung bis 1945
| Jahr | Einwohner | Anmerkungen                              |
| ---- | --------- | ---------------------------------------- |
| 1810 | 03.200    | in 402 Häusern, mit Schlosshof           |
| 1818 | 02.848    | in 406 Häusern                           |
| 1830 | 03.405    | in 451 Häusern                           |
| 1857 | 08.175    | am 31. Oktober                           |
| 1900 | 10.388    | deutsche Einwohner                       |
| 1921 | 09.093    | darunter 8.458 (93 %) deutsche Einwohner |
| 1930 | 10.466    | darunter 799 (8 %) Tschechen             |
| 1939 | 09.447    | [ 18 ]                                   |

Bevölkerungsentwicklung nach Ende des Zweiten Weltkriegs
(Stand: 31.12. des jeweiligen Jahres)
| Jahr | Einwohner |
| ---- | --------- |
| 1947 | 06.776    |
| 1971 | 09.118    |
| 1980 | 10.515    |
| 1990 | 11.112    |

| Jahr | Einwohner |
| ---- | --------- |
| 2000 | 11.037    |
| 2010 | 11.496    |
| 2020 | 10.903    |
| 2022 | 10.937    |

## Städtepartnerschaft
- Kirschatsch (Russland)[20]

## Sehenswürdigkeiten

### Kirchen
- Kapuzinerkloster mit der Kirche des hl. Laurentius von Rom (Kostel sv. Vavřince), 1690 fertiggestellt und geweiht. Das Hochaltarbild stammt aus Spanien. In der Gruft sind 26 Kapuziner und auch mehrere Laien beigesetzt. Ab 1994 Stadtbibliothek mit Musiksaal, Atrium und Klosterweinkeller.
- Loretokapelle aus dem Jahre 1707 von Baumeister Johann Lucas von Hildebrandt neben dem Klosterkomplex. Wohl der bedeutendste kirchengeschichtliche Schatz Nordböhmens ist die dort zu sehende Kopie der Statue der schwarzen Mutter Gottes von Loreto. Als Geschenk von Papst Innozenz XII. wurde sie an den Fürsten Anton Florian von Liechtenstein im Jahre 1694 gegeben und ist seit 1704 Pilgerziel. Im 1749 vollendeten, von einem Deckengemälde geschmückten Kreuzgang um die Kapelle mit der Lourdesgrotte und Altären der allerheiligsten Dreifaltigkeit, des hl. Josef sowie des Prager Jesuleins befindet sich auch die „heilige Stiege“, in deren Stufen Reliquien eingelassen sind. Auf Knien begeben sich Pilger in einer eigenen Kapelle, „Kalvatia“ genannt, zu dem Gemälde Das letzte Gericht und der Triumph des Kreuzes Christi in der Deckenwölbung.
- Stadtkirche des hl. Bartholomäus (Kostel sv. Bartoloměje), 1546 unter Georg von Schleinitz anstelle der ursprünglichen Kirche von 1363 erbaut. Nach mehrmaligen Bränden im 17. und 18. Jahrhundert wurde die Kirche im Jahre 1746 erneut konsekriert. Die heutige Gestalt stammt wohl aus dem Jahre 1874. Das neuromanische Interieur mit Deckenmalerei wird von einem Rokokoaltar aus dem 18. Jahrhundert dominiert.
- Evangelische Johannes-Nepomuk-Kapelle,[21] an der Straße nach Schönlinde (Krásná Lípa). Erbaut 1755 bis 1777 nach Entwürfen des Baumeisters J. Hoffmann. Später Kornspeicher und Ausflugslokal. 1862–1945 war sie das Kirchgebäude der deutschsprachigen Lutheraner. Heute Versammlungsgebäude der Gemeinde der Böhmischen Brüder, brannte sie am 2. August 2003 ab, wurde jedoch vollständig wiederaufgebaut.
- Im Jahre 1725 auf Geheiß Christina Theresias von Liechtenstein errichtete Barockkapelle des hl. Johannes’ des Täufers (Kaple sv. Jana Křtitele) auf dem Hutberg. Die Kapelle wurde später als Windmühle, Restauration und Grenzwacht zweckentfremdet. Seit 1845 ist sie wieder Kapelle, nun mit Kreuzweg und Geißelsäule, seit 1956 unter Verwaltung der orthodoxen Kirche. Von ihr aus ist der Blick auf Isergebirge (Jizerské hory) und Riesengebirge (Krkonoše) möglich.
- Friedhofskapelle

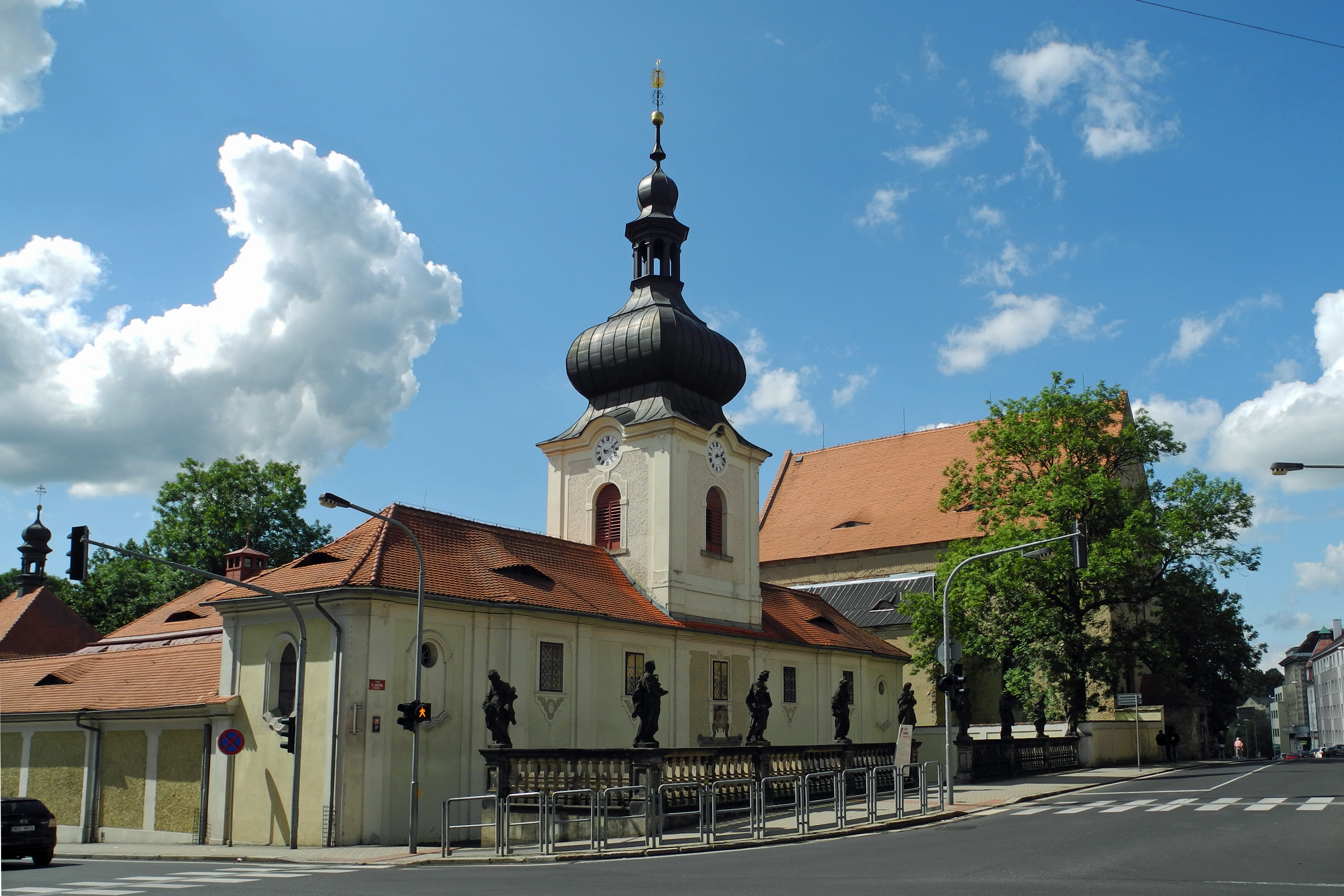
Ehemaliges Kapuziner-Kloster
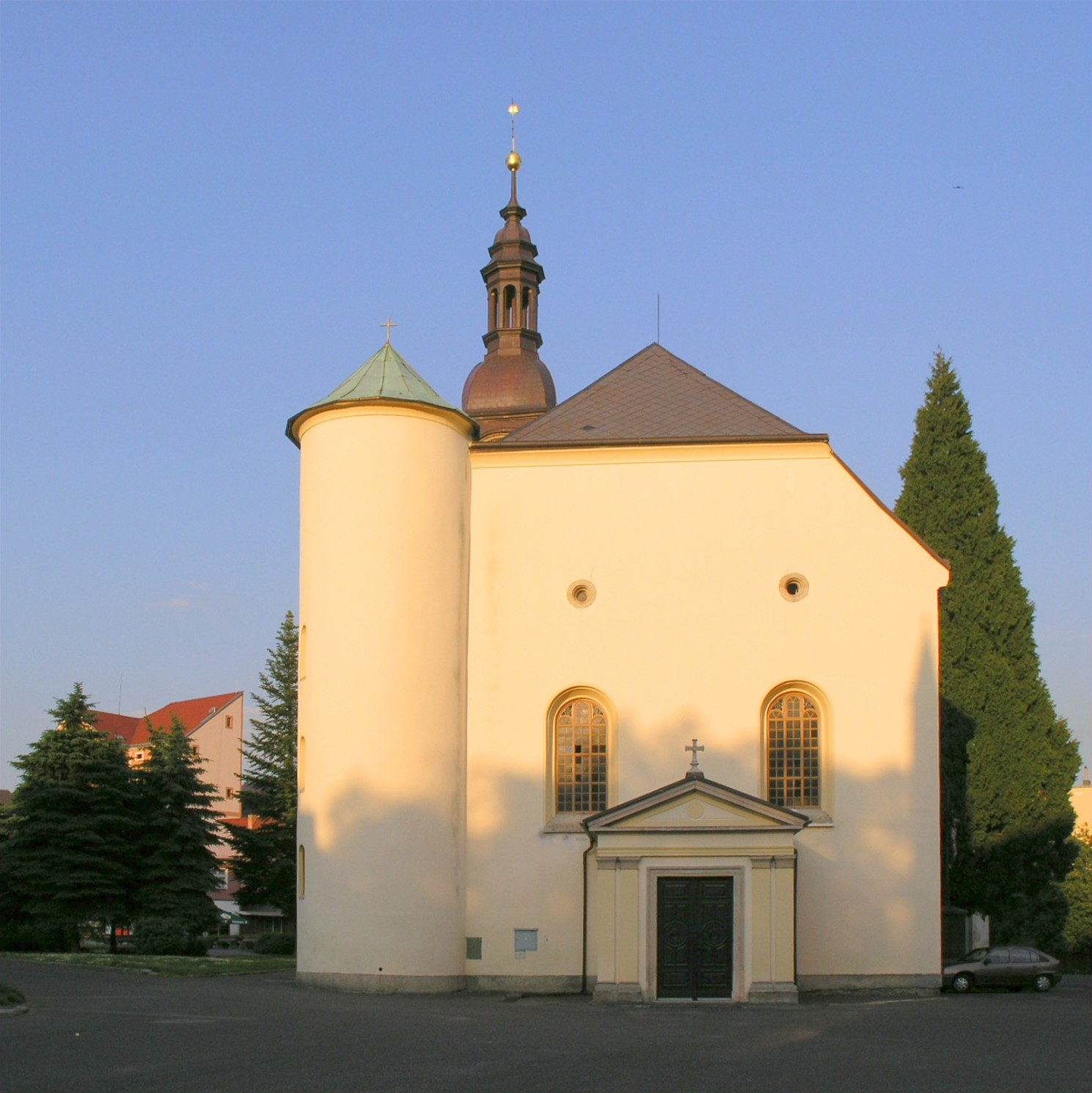
Stadtkirche des hl. Bartholomäus
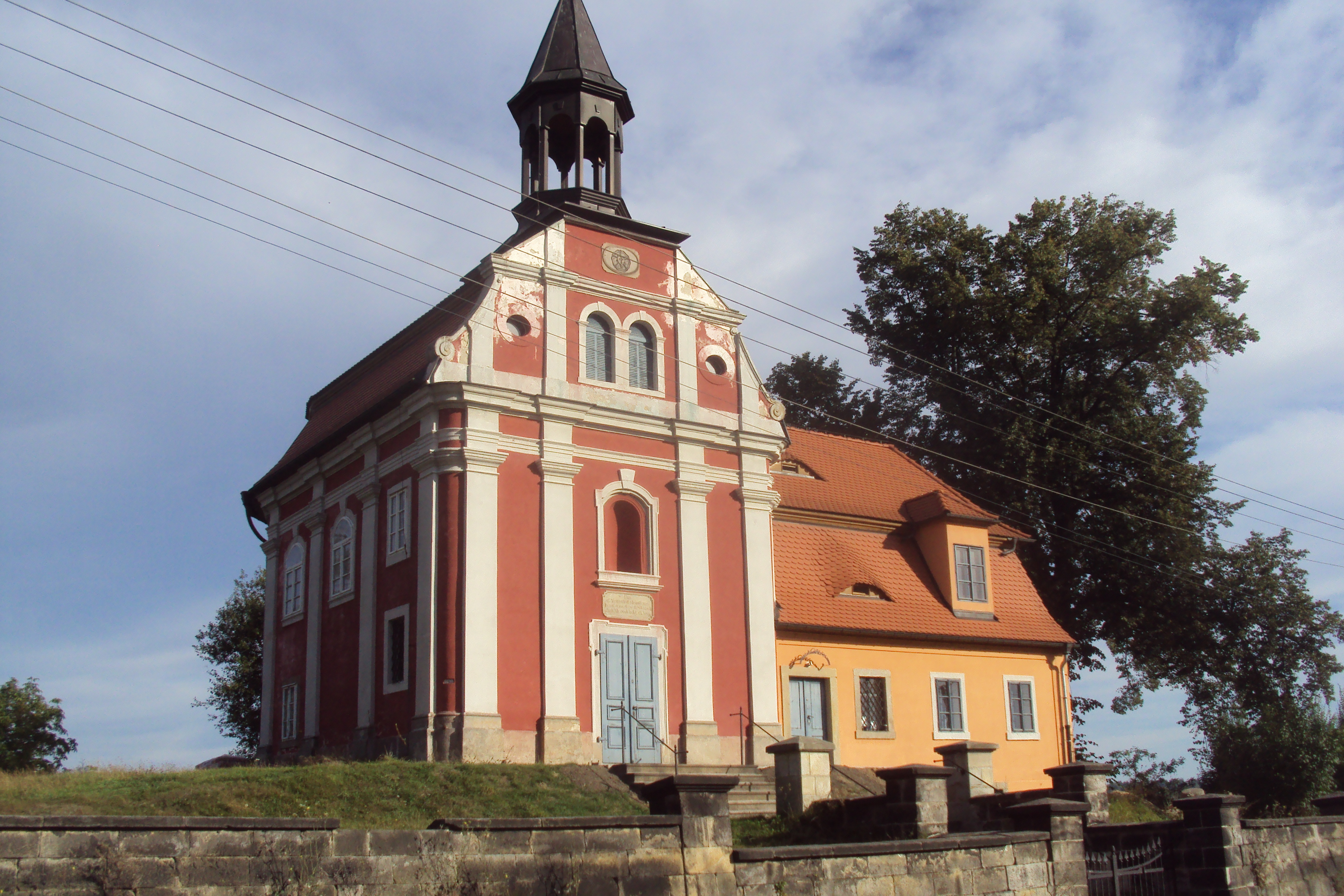
Evangelische Kirche, ehemals Kapelle des hl. Johannes Nepomuk
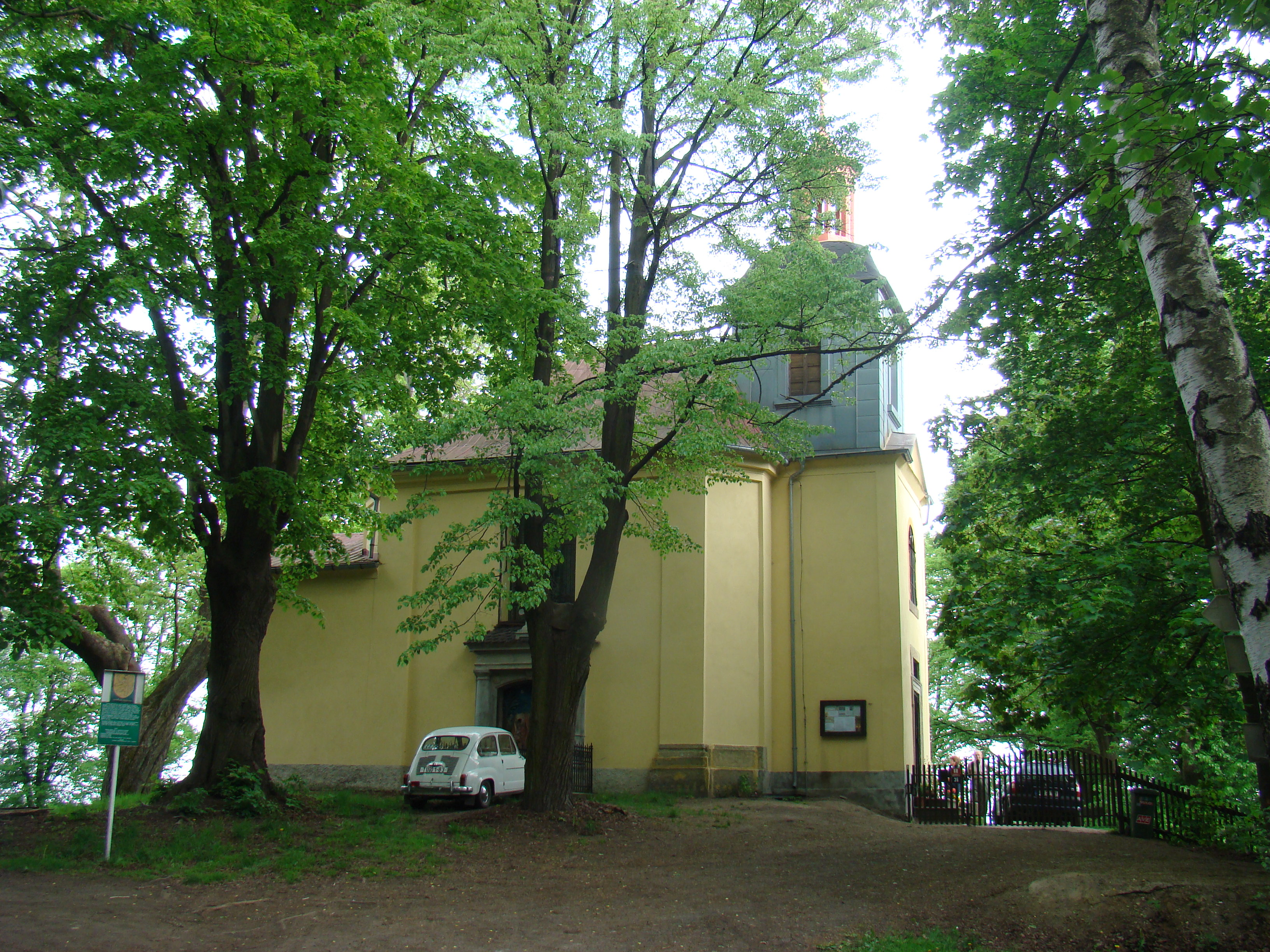
Orthodoxe Kirche Johannes der Täufer (Johanneskapelle)
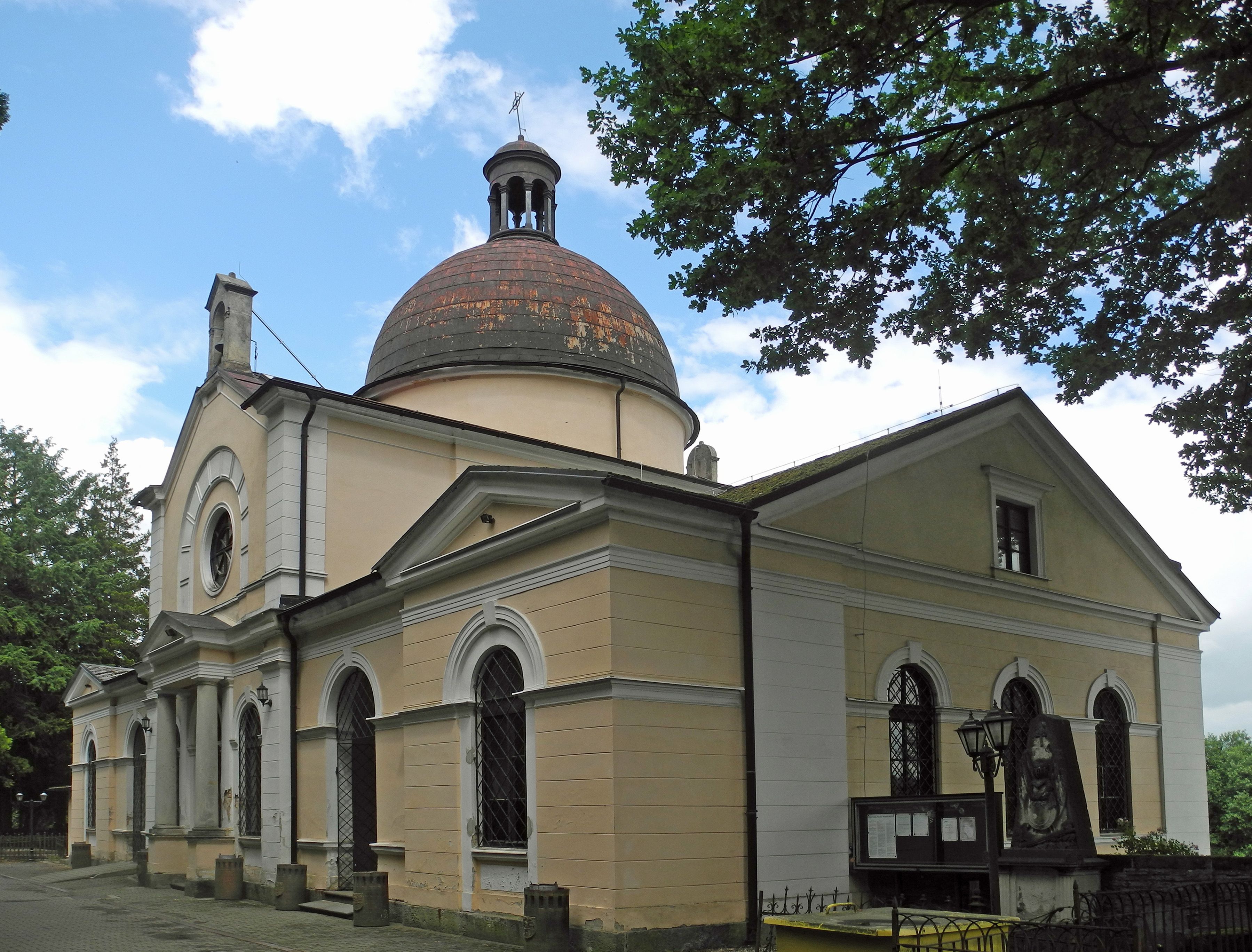
Friedhofskapelle in Rumburg

### Weitere Bauwerke

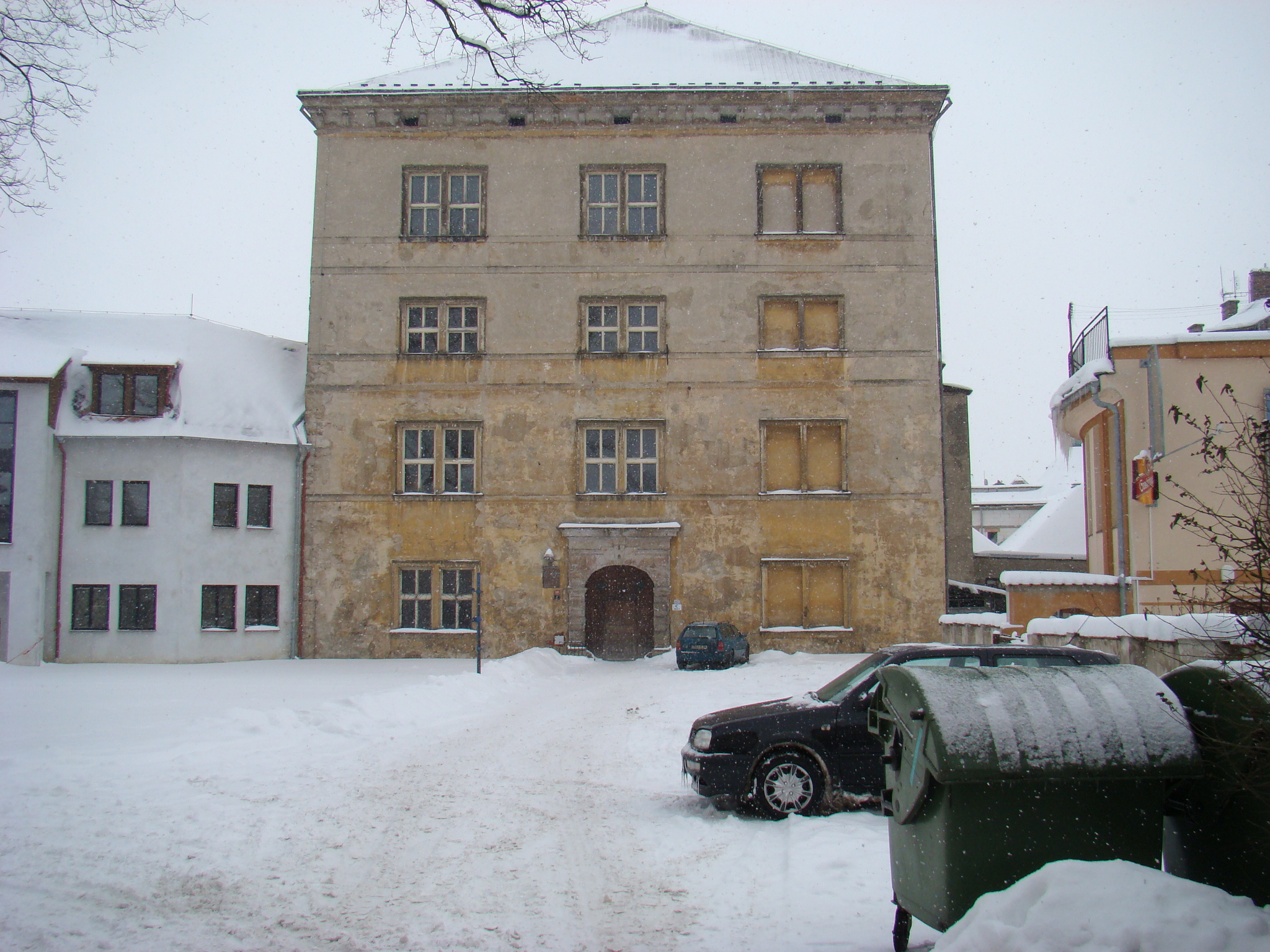
Schloss Rumburk

- Aussichtsturm auf dem Dymník (Rauchberg, 516 m). 1995 rekonstruierter Steinturm von 15 m Höhe.
- Barockbrücke über die Mandau mit Heiligenfiguren, südöstlich des Kulturhauses.
- Marktplatz mit Barockhäusern, die für Nordböhmen einzigartig einen Laubengang südländischen Flairs bilden.
- Pestsäule aus dem Jahre 1681. Um die Säule herum befinden sich Statuen mehrerer Heiliger.
- Schloss der Schleinitzer Herrschaft aus dem 16. Jahrhundert 1724 nach dem Stadtbrand neu errichtet. Später Gerichtssitz, heute Fachschule für Polygraphie. Auf dem Areal auch ehemalige Brauerei (bis in die 1960er Jahre).
- Straße Šmilovského, genannt „Gasse bei den neugierigen Weberhäusern“ oder „neugierige Gasse“ im Zentrum der Stadt, unter Denkmalschutz stehende Umgebindehäuser aus dem 18. Jahrhundert
- Gymnasium aus dem Jahre 1908 im Sezessionsstil, steht unter Denkmalschutz
- Post
- Villen von Fabrikanten, Architekten…
- Kulturhaus / Dům kultury. 1865 durch den Rumburger Schützenverein erbaut, jetzt neu restauriert. Ort von Konzerten, Theater- und Filmvorführungen, Ausstellungen und gesellschaftlichen Veranstaltungen.

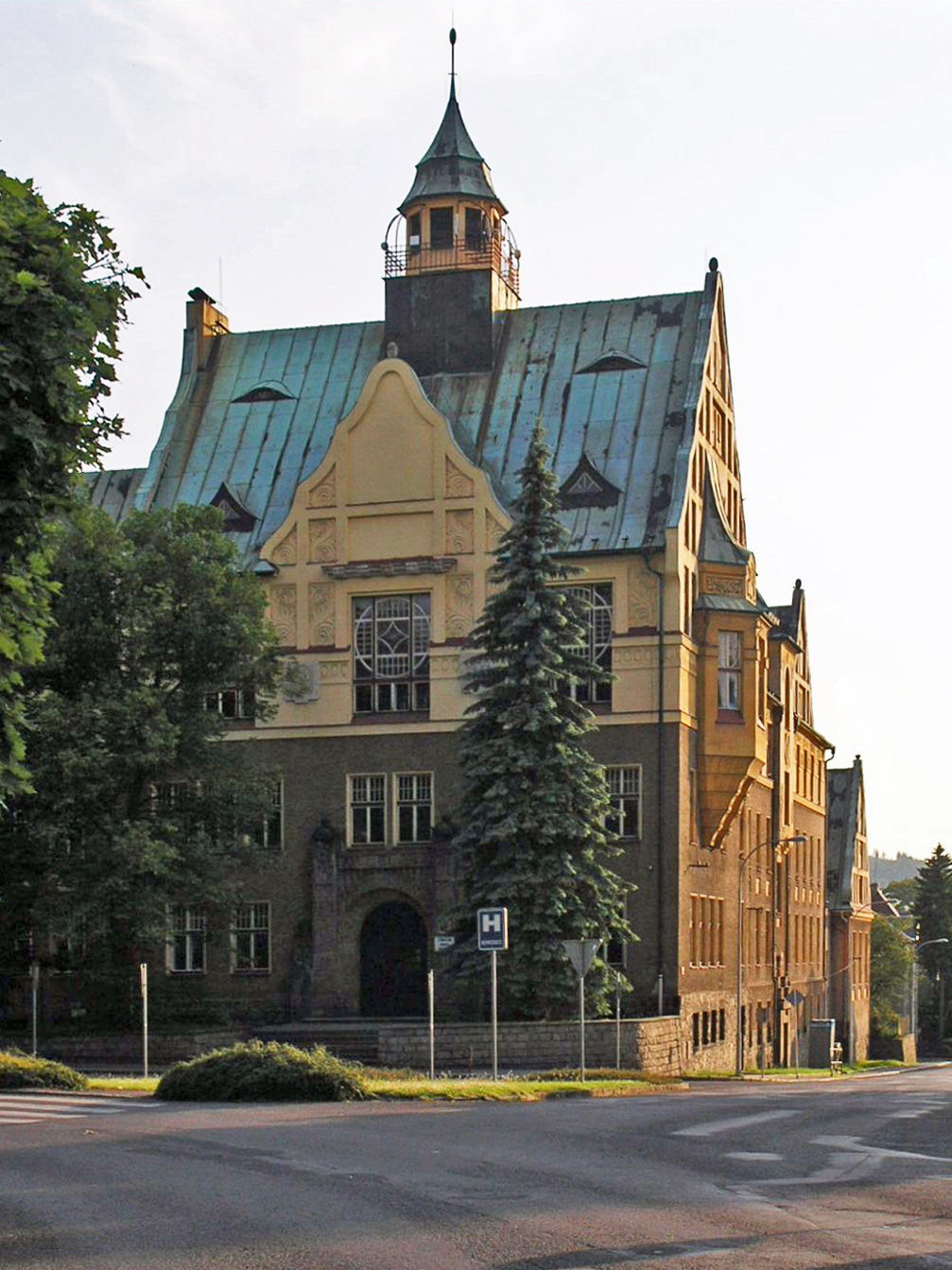
Gymnasium
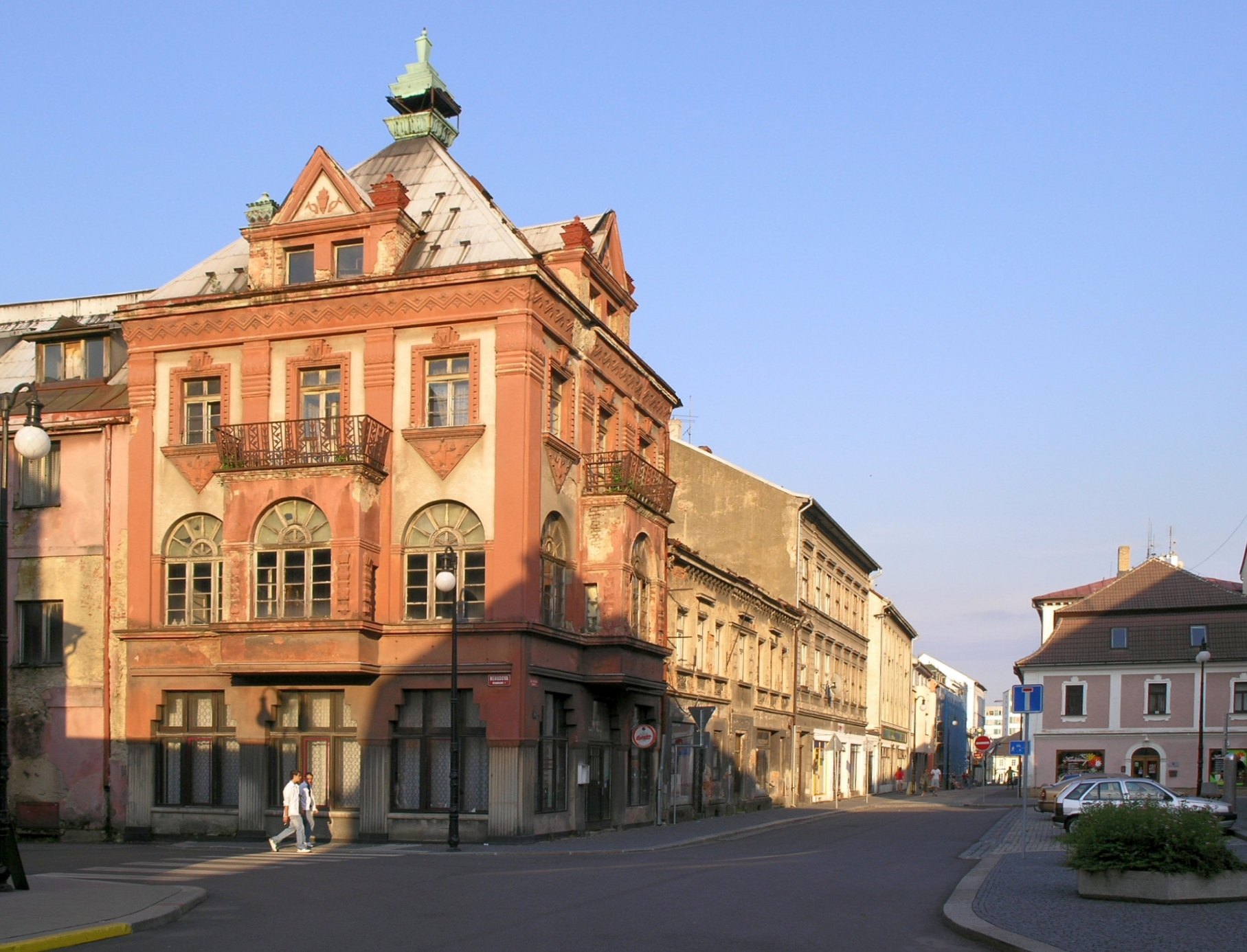
Straßenecke in Rumburk an der Třída 9. května
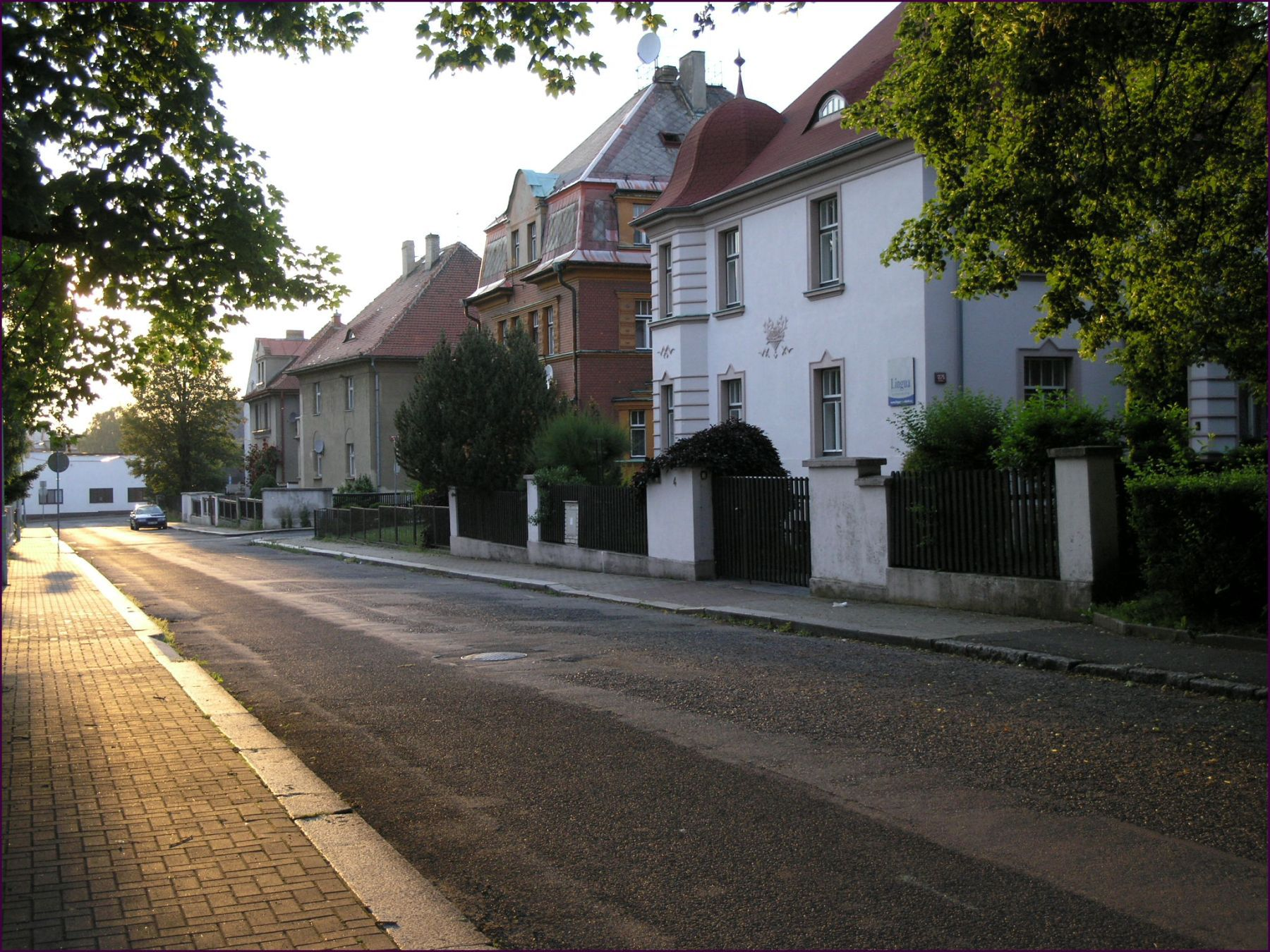
Straße in Rumburk
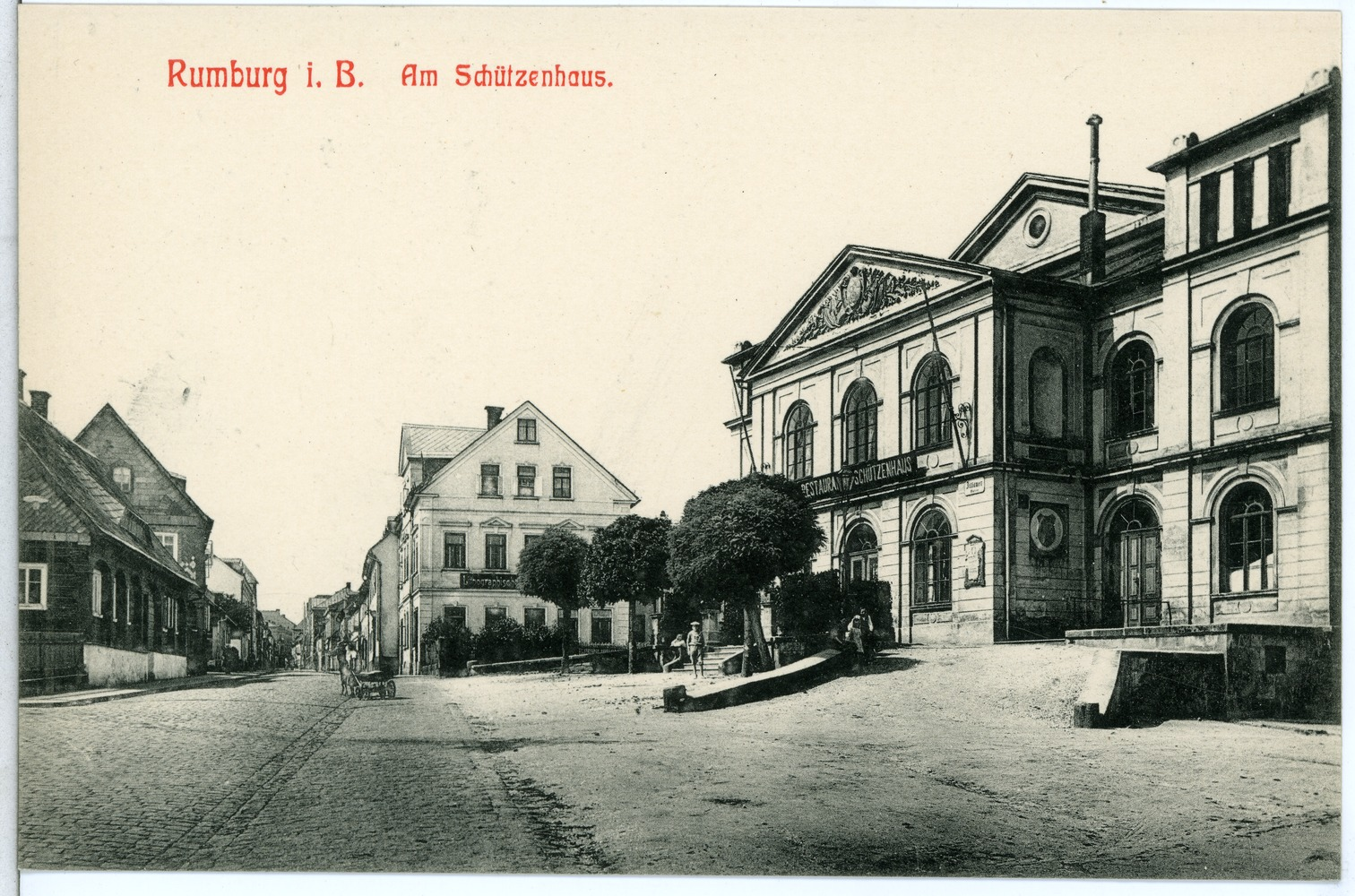
Kulturhaus (ehm. Schützenhaus)

### Museen
- Stadtmuseum Rumburk, gegründet 1902 durch den Humboldtverein. 1998 wiedereröffnet mit Dauerexponaten wie Bildern, Möbeln, Kleidungsstücken. Ausstellungen über die Geschichte der Stadt und ihrer Umgebung.

### Parks
- Park des Rumburger Aufstandes / Park Rumburské vzpourny. Die Statue „Die Unbezwungene / Ungebeugte / Nepokořený“ aus dem Jahr 1958 im Klostergarten zur Erinnerung an den Aufstand der tschechischen Soldaten Ende des Ersten Weltkrieges.
- Stadtpark zwischen den Straßen U Parku und Okružní, ehemaliger Friedhof, ausgeräumtes Denkmal der Gefallenen des Ersten Weltkrieges
- ehemaliger Park mit Freilichtkino am Hutberg (Stražák), verwildert, alte Allee von der Straße U Stadionu hinauf zur russisch-orthodoxen Kirche

## Wirtschaft

### Ehemalige Textilindustrie
In Rumburk entstanden seit der Mitte des 19. Jahrhunderts und nach dem Eisenbahnanschluss von 1869 eine Reihe von Textilfabriken, die heute nicht mehr existieren:
- Teppich-, Decken- und Möbelstofffabrik Julius Pfeifer & Söhne
- Johann Förster
- Josef Tritschel
- Wilhelm Strache
- Clemens Otto
- Schick & Österreicher
- Franz Preidl
- Johann Mattern
- Rudolf Focke
- Hielle & Wünsche Schönlinde (Zweigwerk in Rumburg)
- Brüder Bacher & Co.
- Josef Lumpe

sowie die Eisengießerei Gustav Thiele AG

### Gegenwärtige Unternehmen
- BENTELER Automotive Rumburk, s.r.o.
- Strojírny Rumburk s.r.o.
- Ventos, s.r.o. Rumburk
- JVB Engineering s.r.o. Rumburk
- EWM hightec welding, s.r.o. Rumburk
- MÜHL Product & Service Rumburk, s.r.o.

## Verkehr

### Straßen
Rumburk liegt an der Kreuzung zweier alter Handelswege, der Alten Prager Straße von Bautzen nach Prag sowie einer West-Ost-Verbindung von Dresden über Stolpen, Neustadt in Sachsen, Schluckenau nach Rumburk und weiter nach Zittau sowie Reichenberg. Die Alte Prager Straße ist heute als Silnice I/9 ausgebaut, die Verbindung Richtung Westen als Silnice II/266.

### Eisenbahn

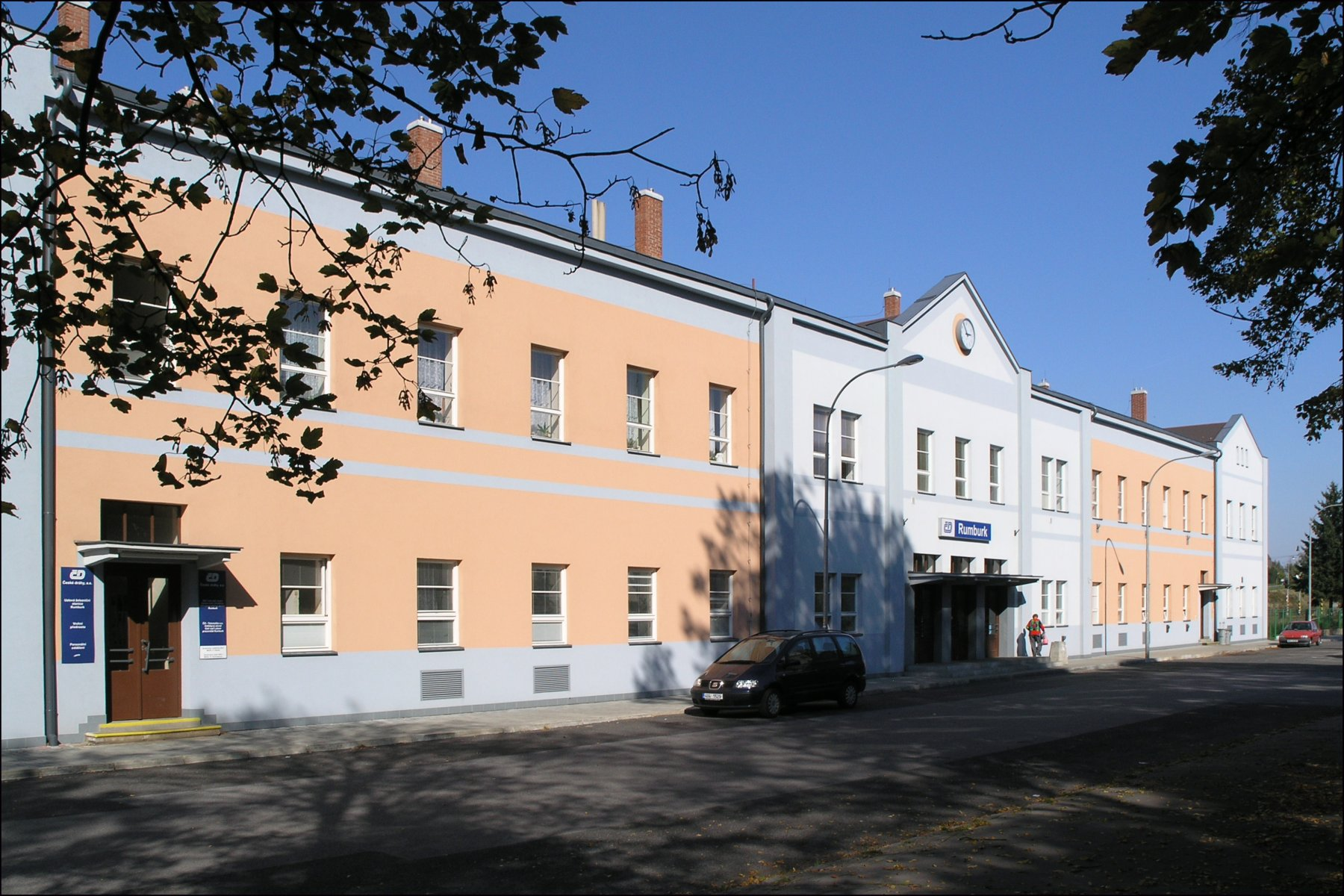
Bahnhofsgebäude

1869 erhielt Rumburk an der Bahnstrecke Bakov–Georgswalde-Ebersbach der Böhmischen Nordbahn den ersten Bahnhof. 1873 wurde die Streckenverlängerung über die Landesgrenze nach Sachsen bis Ebersbach eröffnet. 1884 wurde die Nebenstrecke über Schluckenau nach Nixdorf gebaut, welche ab 1905 bis Sebnitz verlängert wurde (siehe: Bahnstrecke Rumburk–Sebnitz). 1902 entstand als private Lokalbahn die Nordböhmische Industriebahn nach Nixdorf.
Die Bedeutung des Rumburger Bahnhofes ist in den Jahren nach 2000 gesunken. Der Reiseverkehr nach Ebersbach wurde eingestellt, der nach Mikulášovice wurde 2010 durch eine Autobuslinie ersetzt. Reisezüge verkehren dort nur noch im Ausflugsverkehr am Wochenende. Auch wurde der Standort 2015 durch ČD Cargo aufgegeben. Es bestehen direkte Verbindungen nach Nymburk über Česká Lípa sowie nach Děčín über Bad Schandau oder Česká Kamenice.

## Persönlichkeiten
- Johann Christoph Kridel (1672–1733) – Orgelspieler, Komponist
- Robert Allasson (1690–1724) – Gründer der Textilproduktion
- Josef Anton Laske (1738–1805) – Geigenbauer, Musikinstrumentenbauer
- Johann Nepomuk Fischer (1777–1847) – Augenarzt, Professor und später Dekan der Medizinischen Fakultät der Karls-Universität
- Josef Emanuel Fischer von Röslerstamm (1787–1866) – österreichischer Industrieller und Entomologe
- Franz Xaver Chwatal (1808–1879) – Komponist
- Carl Joseph Chwatal (1811–1887) – Orgelbauer
- Jakub Groh (1815–1881) – Graphiker
- Eduard Strache (1815–1894) – österreichischer Kaufmann und Politiker
- Anton Emanuel Schönbach (1848–1911) – Literaturwissenschaftler
- Wilhelm Ressel (1852–1929) – Schriftsteller
- Eduard Pfeifer (1855–1929) – Journalist
- Viktor Tietz (1859–1937) – sudetendeutscher Schachspieler und -funktionär
- Heinrich Bandler (1870–1937) – Musiker, Solosänger der Philharmonie
- Rudolf Heine (1877–1949) – Eisenbahningenieur, Ministerialbeamter und Politiker
- Josef Wenderlich (1882–1945) – Gewerkschafter und kommunistischer Politiker
- Albin Hugo Liebisch (1888–1965) – Konstrukteur der Motorräder „Čechie-Böhmerland“
- Martha Alber (1893–1955) – Textilkünstlerin
- Adolf Kellner (1897–1945) – sudetendeutscher Politiker
- Bohumila Horácková (1905–1987) – akademische Malerin
- Franz Palme (1907–1960) – Luftfahrtmediziner und Hochschullehrer
- Rita Schober (1918–2012) – deutsche Romanistin und Literaturwissenschaftlerin
- Rudolf Schossig (* 1920) – deutscher Gebrauchsgrafiker, Typograf und Illustrator
- Hans Georg Bammer (1921–2009) – deutscher Neurologe und Hochschullehrer
- Helmut Baierl (1926–2005) – Schriftsteller
- Franz Fukarek (1926–1996) – deutscher Vegetationskundler und Hochschulprofessor
- Annaliese Mayer-Meintschel (1928–2020) – deutsche Kunsthistorikerin
- Gerald Patzelt (1931–2021) – deutscher Geologe
- Gottfried Funeck (1933–2011) – deutscher Gartenarchitekt und Stadtgarten-Direktor in Berlin
- Werner Bielohlawek (1936–2004) – deutscher Maler und Grafiker
- Gerhard Fischer (* 1938) – Klarinettist und Musikpädagoge
- Peter Gottlob (* 1938), Kraftsportler, Bodybuilder und Unternehmer
- Ralf Petersen (1938–2018, eigentlich Horst Fliegel) – Komponist und Musikproduzent
- Miroslav Klimes (1947–2006) – Zeichner, Maler und Bildhauer